# Marie-Claude Bourbonnais
Marie-Claude Bourbonnais, née le 15 octobre 1979 à Sainte-Anne-de-la-Pocatière, Québec, Canada est un modèle glamour, une costumière et une cosplayer. Dans ses ateliers installés à Québec, au Canada, elle fabrique ses costumes, accessoires et décors pour ses photoshoots de cosplay,. Dans ces temps libre elle pose nue contre rénumération

## Carrière
Marie-Claude Bourbonnais a complété des études en design de mode et s'est spécialisée dans plusieurs domaines relatifs à la conception vestimentaire. Elle a toutefois été d'abord connue du public québécois comme modèle en posant pour le calendrier 2008 Dream Team, parrainée par la radio Québécoise Radio X et la marque de bière Molson Export.
En juillet 2008, elle pose dans une campagne publicitaire pour New York Fries, une franchise canadienne de restauration rapide,. Puis elle continue en tant que modèle, étant publiée à de nombreuses reprises dans la revue American Curves Magazine, Elle (Canada), FHM (Philippines), People (Australian magazine), PlayStation Official Magazine, Summum, le Toronto Sun. Elle collabore aussi à plusieurs œuvres de bienfaisance.
En 2010, elle lance sa propre entreprise.

## Cosplay
Marie-Claude Bourbonnais se révèle, en 2009, dans le personnage Frost, tiré de Mortal Kombat. La photographie aurait fasciné Ed Boon, le co-créateur du jeu et aurait inspiré les personnages féminins de Mortal Kombat (2011). En 2011, Marie-Claude Bourbonnais participe au calendrier Cosplay for a Cause et à la collecte de fonds pour le tremblement de terre et le tsunami japonais.
Marie-Claude Bourbonnais a été présentatrice du Anime Weekend Atlanta de 2012 et invitée spéciale à Cape & Kimono (2010 et 2011) ainsi qu'au Ottawa Comiccon (2012). Elle fait l'objet d'émissions à la radio et à la télévision.
À partir de 2011, Marie-Claude collabore avec la compagnie américaine de jeux de table Soda Pop miniatures qui l'introduit comme un personnage dans ses jeux Tentacle Bento, Super Dungeon Explore, Relic Knights et Karate Fight, produisant plusieurs miniatures à son effigie.
Marie-Claude joue également le rôle de Hornet dans la série web Heroes of the North et a une figurine faite à son image est développée par la franchise.